# Agnes Baltsa
Agnes Baltsa (Aγνή Mπάλτσα) (Lêucade, 19 de Novembro de 1944) é uma mezzo-soprano grega.
Iniciou os estudos de piano aos seis anos, antes de se mudar para Atenas em 1958 para se concentrar no canto.
Depois de se formar no Conservatório de Atenas e acabar seus estudos em Munique, estreou em 1968 como Cherubino de As Bodas de Fígaro na Ópera de Frankfurt. Dois anos mais tarde, apresentou-se na Ópera Estatal de Viena no papel de Octavian de O cavaleiro da Rosa. Este foi o ponto de partida uma fulgurante carreira que a levou aos principais palcos do mundo, como a Ópera Alemã de Berlim, o Metropolitan Opera de Nova Iorque, a Ópera de Munique, o Covent Garden de Londres, a Ópera de Paris e o Festival de Salzburgo. Em 1980 foi nomeada Kammersängerin - cantora de câmara - da Ópera Estatal de Viena, companhia da qual é membro honorário desde 1988.
Baltsa possui um extenso repertório que inclui diversas óperas: a sua mais conhecida performance é a de Carmen na ópera homónima de Georges Bizet, que cantou com José Carreras. Canta frequentemente obras de Mozart (especialmente Così fan tutte), Rossini (Il Barbiere di Siviglia, La Cenerentola, L'italiana in Algeri), Mascagni (Cavalleria Rusticana), Verdi (Aida, La forza del destino, Il trovatore, Don Carlos), Bellini (I Capuleti e i Montecchi) e Donizetti (Il Campanello, Maria Stuarda).
Entrou no filme alemão Duett em 1992, interpretando uma cantora de ópera.